# Овчаренко Трохим Трохимович
Трохим Трохимович Овчаренко (7 вересня 1911, Юрченкове — 28 жовтня 1963, Юрченкове) — радянський військовик, учасник Німецько-радянської війни. Орденоносець.

## Життєпис
Трохим Овчаренко народився 7 вересня 1911 року у селі Юрченкове Білоколодязької волості Вовчанського повіту. За етнічним походженням українець. У 1932—1936 роках проходив службу у Червоній армії, пізніше проходив навчання на курсах удосконалення командного складу, які закінчив у 1940 році.
Третього вересня 1941 року був мобілізований та направлений у розташування 411-ї стрілецької дивізії. Брав участь в обороні Сталінграда, з 31 жовтня 1942 як командир вогневого взводу 3-ї батареї 202 окремого винищувально-протитанкового дивізіону 124-ї стрілецької дивізії. Його взвод відзначився у боротьбі з румунськими військами, за що молодший лейтенант Трохим Овчаренко, 9 грудня 1942 року, був нагороджений орденом Червоної зірки.
Сімнадцятого серпня 1943 року, вже старший лейтенант Трохим Овчаренко, очолив батарею 58-ї гвардійської стрілецької дивізії. Вже 23 серпня він відзначився під час відбиття німецької контратаки у районі сіл Артемівка та Рубашкине. Під час якої його батарея знищила чотири танки Pz.Kpfw. IV, дві кулеметні точки та близько 50 солдатів супротивника. Також 30-31 серпня того ж року батарея Овчаренка успішно прикрила радянських солдатів, які прорвалися у тил супротивника в районі хутора Полузюкова та знищила три ворожих танки та одну самохідну артилерійську установку. Трохим Овчаренко був представлений до ордена Вітчизняної війни 1 ступеня, однак його відзначили другим орденом Червоної зірки. Отримав бойове поранення 6 вересня того ж року.
Був членом КПРС. По закінченню війни, Трохим Овчаренко продовжував службу до 14 березня 1946 року, коли був звільнений у запас. Мешкав у рідному селі де і помер 28 жовтня 1963 року.

## Нагороди
- орден Червоної зірки (9.12.1942[2], 20.09.1943[4])
- медаль «За оборону Сталінграда»[3]